# Rakovnik pri Šentrupertu
Rakovnik pri Šentrupertu – wieś w Słowenii, w gminie Šentrupert. W 2018 roku liczyła 106 mieszkańców.